# Base Aérea de Belém

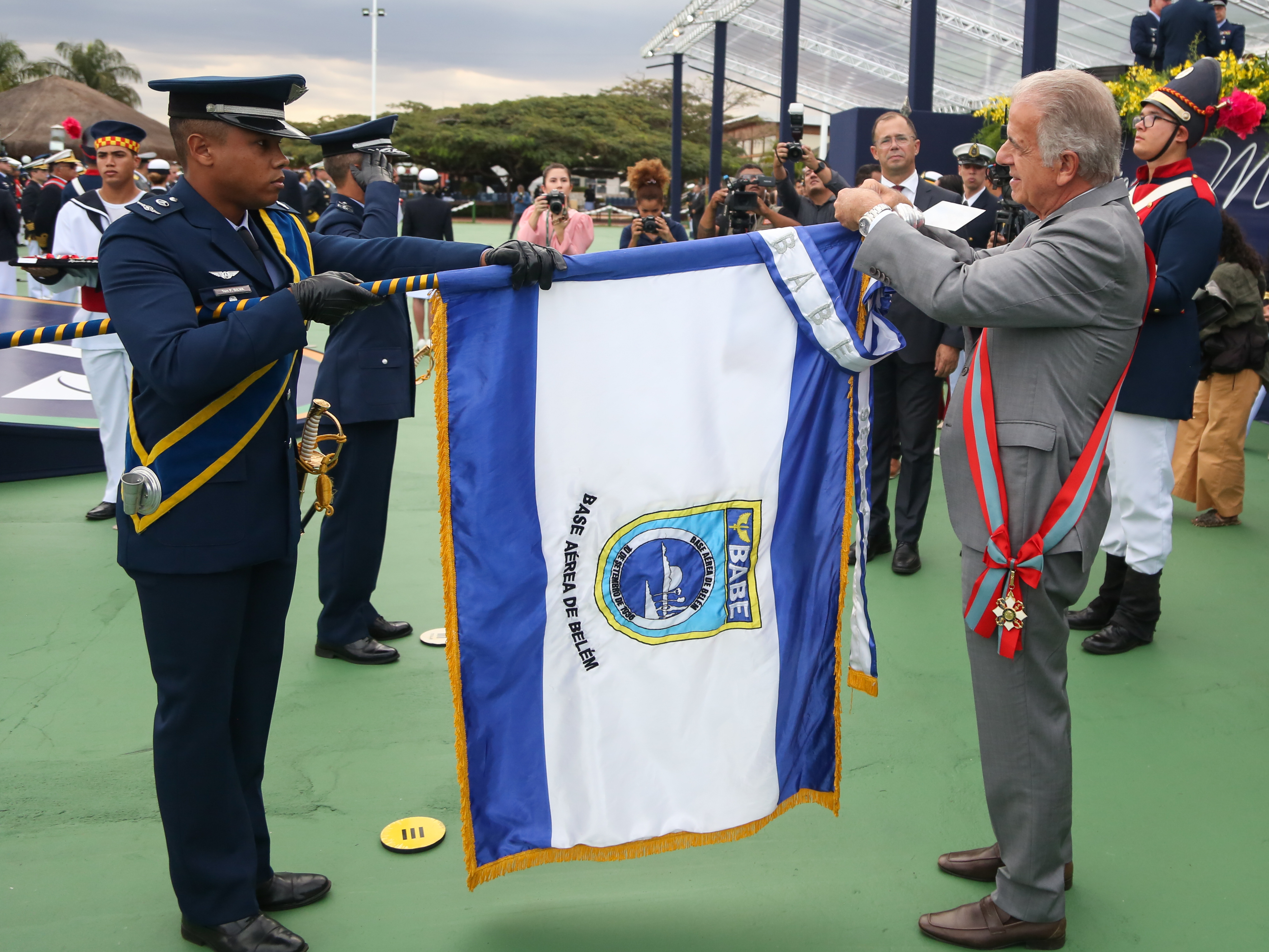
Estandarte da Base Aérea de Belém em uma cerimônia com a presença do Ministro da Defesa, em 2023.

A ALA 9 (antiga Base Aérea de Belém - BABe) é uma base da Força Aérea Brasileira localizada na cidade de Belém do Pará. Estão sob sua jurisdição os estados do Amapá, Maranhão e Pará, estando subordinadas à Ala 9 todas as organizações militares antes pertencentes ao I Comando Aéreo Regional (I COMAR).

## Unidades aéreas FAB
Atualmente operam na Base Aérea de Belém as seguintes unidades da FAB:
- Primeiro Esquadrão de Transporte Aéreo (1º ETA), o Esquadrão Tracajá com aeronaves C-95B (Embraer EMB-110 Bandeirante), C-98 (Cessna 208 Caravan II) e C-97 (Embraer EMB-120 Brasília).

Babe